# Skive Fjord
Skive Fjord er en cirka 15 km lang og 3 km bred sydlig fjordarm af Limfjorden med vanddybder på op til 5 meter. Den er mod nord forbundet med Limfjorden via Hvalpsund og Risgårde Bredning.  I bunden af fjorden på den vestlige bred  længst mod syd ligger byen Skive, i hvis sydlige ende Karup Å har sit udløb. Vest for fjorden ligger halvøen Salling, hvor Jeppe Aakjærs gård Jenle ligger tæt ved Astrup Vig.  Ca. 6 km oppe ad østkysten ligger Bådsgård Vig hvis nordlige bred danner den sydlige ende af halvøen Lundø, hvis nordende er med til at danne indsejlingen til Lovns Bredning mod øst. 

## Aktiviteter på og ved Skive Fjord
Skive Fjord er kendt for sit havørredfiskeri, hvor gode fiskespots blandt andet kan ses på et interaktive kort, ligesom fjorden er velegnet til  kano- og kajakroning - særligt langs fjordens vestlige side, der grundet landskabets høje skrænter og skov giver læ for vinden. Fjorden er også kendt for at udvikle nogle af verdens dygtigste windsurfere, og i 2011 blev VM i ungdom og masters i Formulaklassen afholdt på fjorden hos Skive Windsurfing Klub. Fjorden bruges aktivt af de lokale vandsportsklubber, og til SUP og surf af Skive Windsurfing Klub. Langs fjorden er flere strande - blandt andet de tre strande tættest på Skive by, der er hægtet sammen af asfalteret gang- og cykelsti langs vandkanten. Strandtangen ved Skive Havn, der har lang badebro og flere restauranter. Resen Strand og Marienlyst Strand  har badebro med flydepontoner. Længere mod nord findes Lyby Strand med et sommerhusområde.